# بيتر أبراهامز
بيتر أبراهامز (بالإنجليزية: Peter Abrahams)‏ هو صحفي وكاتب ورئيس تحرير جنوب أفريقي، ولد في 19 مارس 1919 في Vrededorp, Gauteng ‏ في جنوب أفريقيا، وتوفي في 18 يناير 2017 في أبريشة سانت أندرو ‏ في جامايكا.

## وصلات خارجية
- بيتر أبراهامز على موقع الموسوعة البريطانية (الإنجليزية)
- بيتر أبراهامز على موقع إن إن دي بي (الإنجليزية)
- بيتر أبراهامز على موقع ديسكوغز (الإنجليزية)